# Prasowanie piersi
Prasowanie piersi (ang. breast ironing, fr. repassage des seins) – praktyki stosowane głównie przez matki w Kamerunie, zmierzające do zatrzymania lub opóźnienia rozwoju piersi u dorastających dziewcząt, a co za tym idzie opóźnienia rozpoczęcia przez nie współżycia seksualnego lub uniknięcia molestowania seksualnego. Najczęściej stosuje się ubijanie lub uciskanie piersi za pomocą gorących przedmiotów, np. moździerzy kuchennych, kamieni, bananów itp., czasem też masaż przy użyciu ziół. Ocenia się, że około jednej czwartej kobiet w Kamerunie zostaje poddanych tym zabiegom. Nie prowadzono dokładnych badań medycznych, lecz lekarze ostrzegają, że praktyki takie są nie tylko bardzo bolesne, ale grożą powikłaniami, deformacjami piersi, uszkodzeniem tkanek, zaburzeniem laktacji itd.